# Häusern
Häusern (în alemanică Hüsere) este o comună din landul Baden-Württemberg, Germania.

## Istorie
Häusern a fost inițial o proprietate a Abației Allerheiligen, înainte de e ajunge în mâinile Abației Sfântului Blasiu. În 1805, ca urmare a tratatului de la Pressburg, acesta ajunge în mâinile casei de Baden.